# 규드 브라이언트
찰스 규드 브라이언트(영어: Charles Gyude Bryant, 1949년 1월 17일~2014년 4월 16일)는 라이베리아의 정치인이다.

## 이력
그는 2003년 10월 14일부터 2006년 1월 16일까지 라이베리아 과도 정부의 의장으로 재임하였다. 과도 정부의 설치는 제2차 내전을 끝내기 위한 평화 협정의 일부였으며, 내전은 화해와 민주주의를 위한 라이베리아인 연합(LURD)이 1999년 대통령 찰스 테일러를 반대하여 반란을 일으킨 이 후 맹위를 떨치고 있는 상태였다.
브라이언트는 이전에 사업가였고 그가 정치적으로 중립적으로 보였기 때문에 의장으로 선택되었으며 그렇기 때문에 LURD, 라이베리아 민주주주의 운동 (MODEL), 전 대통령 테일러의 충신들을 포함하는 대립하는 파벌의 각각을 받아들일 수 있었다. 그는 라이베리아 성공회의 저명한 인물이자 사무엘 도(1980년~1990년)와 테일러(1997년~2003년) 정부에 대해 비판적이었다.
엘렌 존슨설리프가 2005년 선거에서 당선되어 2006년 1월에 취임하면서, 브라이언트를 승계하였다.
2014년 4월 16일, 라이베리아 몬로비아에서 향년 65세의 나이로 사망했다.